# 汝阴县 (东晋)
汝阴县，中国古县名，在今安徽省合肥市境内。
东晋时侨县。刘宋永初元年（420年），合肥县、汝阴县改属南汝阴郡。永初三年（422年），撤销合肥县，并入汝阴县。隋朝开皇初年，废南汝阴郡，汝阴县改名合肥县。